# Malý Rohozec
Malý Rohozec je vesnice, část města Turnov v okrese Semily. Nachází se asi tři kilometry severně od Turnova.
Malý Rohozec je také název katastrálního území o rozloze 2,82 km². V katastrálním území Malý Rohozec leží i Mokřiny a Vazovec.

## Historie
První písemná zmínka o vesnici pochází z roku 1322.

## Rodáci
Josef Pekař (1870–1937), český historik, profesor a rektor Univerzity Karlovy